# Partido Humanista Paraguayo
El Partido Humanista Paraguayo (PHP) fue un partido político de Paraguay, de ideología humanista, afiliado a la Internacional Humanista.

## Historia

### 1985-2003
Fundado en 1985 en la clandestinidad, realiza su legalización con un Congreso Fundacional el 2 de agosto de 1989, por Ricardo Buman Marín, Roberto Carlos Ferreira Franco, Odilia Álvarez Donna, Carlos Callizo Parini, Luis Beltrán Vallejos (Presidente Del Congreso Fundacional).
Para las Elecciones presidenciales de 1989 el candidato fue Carlos Gustavo Callizo Parini, resultando 8° de 8 candidatos.
En 1991 participa de las elecciones de Convencionales para la Asamblea Nacional Constituyente, en la coalición de izquierda "Paraguay Pyahurã" (Puajurá), entre el PH, el Partido Demócrata Cristiano y líderes campesinos de la Corriente Sindical Clasista y de la Federación Nacional Campesina.
Para las Elecciones presidenciales de 1993 reeditan esta Alianza electoral entre el PDC y el Partido Humanista, denominándose "Concertación Democrática y Social", CDS.
Para las Elecciones de Vicepresidente 13 de agosto de 2000, el candidato fue Ricardo Buman Marín (PH), quien resultó 3.ºde 3 candidatos.
En las Elecciones municipales de 2001, el PH obtiene 0,12%, resultando 5° de 6 partidos.
Para la elección Presidencial y Vicepresidencial del 27 de abril de 2003, presentan el binomio Gladys Teresa Notario (PH) / Armando Eliodoro Casado Delvalle (PH), quien logra el 8.º puesto de 9 candidatos. En las legislativas de esa misma fecha, obtienen 3.515 votos, con un 0,23%.

### 2003-actualidad
El 4 de abril de 2006 participa junto a otros 8 partidos de oposición y 40.000 personas en la protesta llamada “Ikueráima Paraguay” (el Paraguay está harto), contra la decisión de la Corte Suprema que permitió al Presidente Duarte ejercer al mismo tiempo la presidencia del partido Colorado. En dicho acto adquiere protagonismo el Obispo de San Pedro, Monseñor Fernando Armindo Lugo Méndez.
En 2005 suscribe la Alianza Electoral VAMOS (Vía Alternativa Democrática y Social) - Lista 12; entre el PH, el partido Frente Amplio y la asociación MODENA (Movimiento Deportivo Nacional), para las Elecciones Municipales del 19 de noviembre de 2006.
Presentan entre otros, como Candidato a Intendente de Asunción a Juan Osvaldo Miño Zorrila; y como candidatos a concejales a: Gabriela Schvartzman, Juan Notario y Ermelinda Fernández.
Desde el año 2006 participa del Bloque Social y Popular (BSP), junto a 12 organizaciones más, entre ellas su socio de coaliciones el partido Frente Amplio.
El año 2007 varios partidos se retiraron del BSP, por diversas motivaciones. El Partido Humanista Paraguayo se retira por el apoyo incondicional dado a la candidatura del ex obispo Fernando Lugo, quien también es apoyado por partidos de derecha.
Forma una nueva coalición, el Frente Revolucionario Unido (FRU), junto al Partido de los Trabajadores.

## Secretarios generales
- Ricardo Buman Marín: 1989 - 2000
- Roberto Ferreira Franco: 2000 - 2005
- Gabriela Schvartzman: 2005 - 2006
- Nicolás Servín Segovia: 2006 - 2013
- Sergio Martínez: 2013 - hasta fecha

## Resultados electorales
| Año elección Presidencial | Candidato Presidente / Vicepresidente                     | Votos             | Porcentaje de los válidos |
| 1989                      | Carlos Gustavo Callizo Parini (PH)                        | 1028              | 0,09%                     |
| 1993                      | Ricardo Canese Krivoshein (CDS)                           | 1998              | 0,18%                     |
| 1998                      | No se presenta                                            | 0                 | 0                         |
| 2000 Vicepresidencial     | Ricardo Buman Marín (PH)                                  | 18496             | 1,54%                     |
| 2003                      | Gladys Teresa Notario (PH)                                | 1197              | 0,08%                     |
| 2008                      | Sergio Martínez Estigarribia (PH)                         | 5852              | 0,34%                     |
| 2013                      | Carlos Roberto Ferreira Franco (PH) / Salomón Wei Su (PH) | Aún no realizadas | Aún no realizadas         |